# Йоахім-Фрідріх Гут
Йоахім-Фрідріх Гут (нім. Joachim-Friedrich Huth; 21 липня 1896, Остербург — 27 березня 1962, Кобленц) — німецький воєначальник, генерал-лейтенант люфтваффе вермахту і бундесверу. Кавалер Лицарського хреста Залізного хреста.

## Біографія
На початку Першої світової війни вступив добровольцем в 58-й піхотний полк. З 7 червня 1917 року — льотчик 14-ї винищувальної ескадрильї. 28 січня 1918 року здобув свою єдину підтверджену перемогу — аеростат-спостерігач. 23 березня 1918 року важко поранений. З квітня 1919 по березень 1920 року — член Добровольчого корпусу «Кюттерн». 31 березня 1920 звільнений у відставку.
1 березня 1934 року вступив на службу в люфтваффе. З 1 листопада 1937 року — командир групи 132-ї винищувальної ескадри «Ріхтгофен», з 1 лютого 1939 року — 1-ї групи 1-ї штурмової ескадри. В січні-травні 1939 року командував 1-ю групою 141-ї важкої винищувальної ескадри. Учасник Польської, Французької і Балканської кампаній. З 1 листопада 1940 року — командир 2-ї школи штурмової авіації. З 1 серпня 1941 року — командир винищувальної авіації 2. З 17 серпня 1942 року — командир 4-ї, з 11 листопада 1943 року — 5-ї, з 6 лютого 1944 року — 7-ї винищувальної дивізії, з 30 листопада 1944 року — 1-го, з 26 січня 1945 року — 2-го винищувального корпусу. 8 травня 1945 року взятий в полон союзниками. 25 листопада 1947 року звільнений.
Брав участь у створенні ВПС ФРН, 5 листопада 1956 року прийнятий на службу і призначений начальником авіаційної школи в Фюрстенфельдбруці. З 10 грудня 1957 року — командувач групи ВПС «Південь». 30 вересня 1961 року вийшов у відставку.

## Звання
- Лейтенант резерву (4 січня 1915)
- Оберлейтенант резерву запасу (31 березня 1920)
- Гауптман (1 березня 1934)
- Майор (1 жовтня 1936)
- Оберстлейтенант (1 січня 1939)
- Оберст (1 листопада 1940)
- Генерал-майор (1 квітня 1943)
- Генерал-лейтенант (1 липня 1944)
- Генерал-майор (5 листопада 1956)
- Генерал-лейтенант (1 жовтня 1959)

## Нагороди
- Залізний хрест 2-го і 1-го класу
- Нагрудний знак військового пілота (Пруссія)
- Королівський орден дому Гогенцоллернів, лицарський хрест з мечами
- Нагрудний знак «За поранення» в сріблі
- Пам'ятний знак пілота (Пруссія)
- Почесний хрест ветерана війни з мечами (1934)
- Медаль «За вислугу років у Вермахті» 4-го класу (4 роки; 2 жовтня 1936)
- Комбінований Знак Пілот-Спостерігач
- Застібка до Залізного хреста 2-го і 1-го класу
- Відзначений у Вермахтберіхт
  - «У багатьох місцях почалися важкі повітряні бої. Наші штурмовики та винищувачі завдали величезних втрат ворогу під час свого курсу. Винищувальна ескадра "Горст Вессель" під керівництвом свого командира оберстлейтнанта Гута сьогодні збила 51 літак.» (19 серпня 1940)
- Лицарський хрест Залізного хреста (11 вересня 1940)
- Орден «За заслуги перед Федеративною Республікою Німеччина», командорський хрест (13 вересня 1961)